# 淎盎—姥夏鐵路
淎盎－姥夏鐵路，又稱萬象－淎盎鐵路，是一條計劃中的跨國鐵路線，連接老撾首都萬象與越南河靜省奇英市社的淎盎經濟特區（淎盎港），途經廣平省明化縣的姥夏山口（查螺-納包口岸）。該鐵路全長555公里，其中老撾段452公里，越南段103公里，設計為單線電氣化鐵路，最高時速150公里，採用標準軌距（1,435毫米）。  
該項目最早於2015年由韓國國際協力團（KOICA）資助300萬美元進行可行性研究，並於2017年底完成。研究認為該鐵路具有經濟可行性，預計建設成本達50.62億美元，其中越南段由越南國家預算承擔15億美元，老撾段則尋求政府和社會資本合作（PPP）模式融資。2017年4月，老撾與越南政府簽署建設意向書，作為兩國基礎設施合作框架的一部分。  
歷史上，法國殖民時期曾修建一條187公里的鐵路，連接南北鐵路的新邑站至老撾他曲，但該線路於1950年代廢棄。淎盎－姥夏鐵路若建成，將成為泛亞鐵路的重要組成部分，進一步促進老撾從「陸鎖國」轉型為「陸聯國」，並加強東南亞國家協會成員國的互聯互通。此外，該鐵路還將與現有的中老鐵路（2021年通車）及規劃中的中泰鐵路對接，形成中國西南至越南海港的物流通道。  
該項目仍處於規劃階段，融資與具體建設時間表尚未最終確定。

## 歷史
萬象－淎盎鐵路不僅將萬象與相連海港，還將磨丁－萬象鐵路與這個連接海港起來。2015年，開始進行可行性研究，韓國國際協力團（KOICA）提供300萬美元。老撾、越南和韓國的專家已經並在2017年底完成了研究。它認為這條鐵路是一個可行的項目，該項目值得追求。規劃路線長554.72km，其中102.7km將位於越南。該研究建議建造鐵軌，以達到最高時速150km/h。預計建設成本為50.62億美元，其中越南部分的成本將達到15億美元，這由越南的國家預算承擔。韓國已提出政府和社會資本合作（PPP）來實施該項目。2017年4月，老撾和越南政府簽署了建造鐵路的意向書。這次行動是越南總理阮春福訪問在老撾期間進行的。融資仍不明朗。萬象－河內高速公路和這條鐵路老撾和越南之間合作框架的一部分。
老撾 - 越南鐵路是老撾政府的計劃的一部分，該項目計劃建設六條新鐵路線，為無限國家提供更好的世界貿易通道。將與東南亞國家聯盟成員國建立更好的聯繫。
路線：
- 廊開－塔納楞鐵路（2009年開業）
- 磨丁－萬象鐵路（2021年開業）
- 沙灣拿吉－牢堡鐵路（在建）
- 他曲－沙灣拿吉－巴色－萬濤鐵路將他曲連接到泰國邊境
- 巴色－温卡姆鐵路，旨在與柬埔寨接壤。